# 인슐린 유전자의 A-박스 2
인슐린 유전자의 A-박스 2(영어: A-box 2 of insulin gene) 또는 A2은 인슐린 유전자의 조절 서열이다.